# Radim Sáblík
Radim Sáblík (ur. 5 września 1974) – były czeski piłkarz grający na pozycji obrońcy.
Wcześniej grał w Baniku Ostrawa, VTJ Hranice, VP Frýdek-Místek, FC NH Ostrawa, FC Karviná, Odrze Wodzisław, a także w Dyskobolii Grodzisk Wielkopolski.
W polskiej I lidze rozegrał 80 meczów (44 w Odrze) i strzelił 6 bramki (po trzy dla Odry i Dyskobolii) – stan na 1 stycznia 2007.
Z Dyskobolią zdobył w 2005 roku Puchar Polski.